# TuneCore
TuneCore — американская независимая служба распространения, публикации и лицензирования цифровой музыки, основанная в 2005 году. TuneCore в основном предлагает музыкантам и другим правообладателям возможность распространять и продавать или транслировать свою музыку через интернет-магазины, такие как iTunes, Deezer, Spotify, Amazon Music, Google Play, Tidal и другие. TuneCore также предлагает услуги администрирования музыкальных изданий, помогая авторам песен регистрировать свои композиции и собирать роялти на международном уровне.
В настоящее время компания работает из своей штаб-квартиры в Бруклине с офисами в Остине, Бербанке, Бостоне, Нашвилле, Атланте, Австралии, Германии, Франции и Великобритании.

## История
TuneCore привлек внимание СМИ и на каналах ABC World News Tonight, The Daily Mirror и Pitchfork. Первым клиентом TuneCore был Фрэнк Блэк, солист группы Pixies. В 2008 году компания Nine Inch Nails использовала TuneCore для дистрибуции музыки со своего альбома Ghosts I – IV в магазин Amazon MP3 (ныне Amazon Music). В декабре 2006 года розничный продавец музыкальных инструментов и оборудования Guitar Center купил долю в TuneCore, что дало компании доступ к покупателям музыкального ритейлера.  В Соединенных Штатах на TuneCore приходится около 10 процентов из 20 миллионов песен на iTunes, и на него приходится почти 4 процента всех цифровых продаж. Сообщается, что TuneCore уволило Джеффа Прайса, соучредителя и генерального директора на тот момент, после того, как в 2012 году компания столкнулась с кризисом «денежного потока». Прайс подал в суд на TuneCore с требованием компенсации выходного пособия и заявил, что компания могла быть неплатежеспособной, и компания, похоже, оспаривает это обвинение. Tunecore сообщила, что их артисты заработали в общей сложности 83 миллиона долларов в первом квартале 2019 года, что на 21 процент больше, чем в первом квартале 2018 года. В 2020 году доход от продаж артистов достиг 308 миллионов долларов, что на 28 процентов больше, чем в 2019.
Джо Куэлло, ранее руководивший MTV, был креативным директором TuneCore с 2014 по 2016 год 

### Приобретение Believe Digital
Tunecore была приобретена Believe Digital в апреле 2015 года. Приобретение открыло артистам доступ к более широкой дистрибьюторской сети Believe Digital и услугам лейбла. Обе компании оставались функционально отдельными, вместе заявляя, что на их долю приходится от 25 до 30 процентов новой музыки, загружаемой в iTunes каждый день. После приобретения TuneCore и Believe использовали свои новые возможности в переговорах с цифровыми сервисами, включая Spotify и Tidal, чтобы улучшить свои услуги для своих артистов. Также в 2015 году TuneCore расширило свое присутствие в Великобритании и Австралии объявив о выделенных веб-сайтах, включая локализованную валюту и контент для каждого региона. Они также представили свою службу звукозаписи YouTube, чтобы собирать доход для артистов, когда их звукозаписи используются где-либо на YouTube. В сентябре 2015 года Tunecore расширила свои предложения живых выступлений, открыв независимому музыкальному сообществу Лос-Анджелеса свой первый форум инди-исполнителей, который был сосредоточен на обучении и развитии сотрудничества между честолюбивыми профессиональными музыкантами, одновременно участвуя в диалоге о тонкостях нынешней индустрии независимого музыкального бизнеса.
В четвертом квартале 2015 года TuneCore продемонстрировал устойчивый рост: независимые исполнители заработали более 142 миллионов долларов через TuneCore, включая 36,8 миллиона долларов от цифровых потоков и загрузок. За это время TuneCore также расширила свое присутствие в Соединенных Штатах, открыв офисы в Остине и Атланте, а также на международном уровне, запустив два новых международных сайта в Австралии и Великобритании с локализованными валютами и опытом. TuneCore также добавила Saavn, Nmusic и СберЗвук - сервисы, ориентированные на развивающиеся рынки, - в качестве партнеров, через которые артисты могут распространять и монетизировать свою музыку. TuneCore продемонстрировала заметный рост числа новых клиентов на рынках Латинской Америки и Африки. Служба сбора аудиозаписей YouTube TuneCore также стала ключевым фактором увеличения годового дохода в 2015 году. В мае 2016 года TuneCore приобрела стартап по управлению социальными сетями JustGo и переименовала его в TuneCore Social. Позже в том же году он расширил свое присутствие и начал предоставлять услуги во Франции.